# The Good Life (canción de Weezer)
«The Good Life» es una canción de la banda de rock estadounidense Weezer, lanzada el 29 de octubre de 1996 como segundo sencillo de su segundo álbum de estudio, Pinkerton (1996), así como en un EP editado en Australia. «The Good Life» fue lanzada apresuradamente por la compañía discográfica para intentar salvar el álbum del fracaso comercial, pero no tuvo éxito.

## Contenido
En 1995, el líder de Weezer, Rivers Cuomo, se sometió a una operación correctiva en la pierna y usaba una pierna ortopédica. El uso del aparato ortopédico fue doloroso e inspiró la letra de la canción principal. La imagen interior del folleto del CD es una radiografía del aparato ortopédico de la pierna de Cuomo.
Las caras B incluyen «I Just Threw Out the Love of My Dreams» (con Rachel Haden de That Dog en la voz), una canción que se planeaba incluir en el álbum inédito de Weezer, Songs from the Black Hole. Las canciones en vivo del EP fueron tomadas de un set tocado por la banda en Shorecrest High School cerca de Seattle. La escuela ganó un concurso y consiguió que Weezer tocara durante el almuerzo en 1997. Se puede ver a Daniel Brummel de Ozma en la parte superior derecha de la portada del EP.

## Video musical
El video musical de la canción, dirigido por Jonathan Dayton y Valerie Faris, presenta a una repartidora de pizzas (interpretada por Mary Lynn Rajskub) en su ruta, destacando la monotonía de su trabajo. El video musical se destaca por el uso de ángulos de cámara simultáneos que aparecen en la pantalla como una imagen completa fracturada en una técnica descrita en broma por el bajista de Weezer, Scott Shriner, en el DVD Weezer – Video Capture Device: Treasures from the Vault 1991–2002 como «tan innovador, nunca visto desde entonces». El video de Blink-182 para su sencillo de noviembre de 2004, «Always», utilizó una técnica similar. Posteriormente, los directores del video eligieron a Mary Lynn Rajskub como Pam, la asistente del desfile, en su primer largometraje, Little Miss Sunshine.

## Lanzamiento
El sencillo y EP «The Good Life» se lanzó en la primavera de 1997 a instancias del sello de la banda, DGC. Pinkerton no había recibido la misma respuesta que el primer álbum homónimo del grupo, y el sencillo/EP se publicó en un intento de conseguir un éxito, pero no lo consiguió. La versión del sencillo fue remezclada con una pista de bajo más prominente y voces panorámicas, y se incluyó en la edición de lujo de Pinkerton.
Durante los años 2020, la canción recibió una considerable reproducción en TikTok. Cuomo comentó: «Esa es una canción que intentamos lanzar como sencillo de radio, pero nadie quería ponerla».

## Lista de canciones
Sencillo en CD de Europa y Japón
1. «The Good Life» – 4:19
2. «Waiting on You» – 4:13
3. «I Just Threw Out the Love of My Dreams» – 2:39

EP de Australia
1. «The Good Life» – 4:19
2. «Waiting on You» – 4:13
3. «I Just Threw Out the Love of My Dreams» – 2:39
4. «The Good Life» (acústico en vivo) – 4:40
5. «Pink Triangle» (acústico en vivo) – 4:26

## Listas
| Lista (1997)                         | Mejor posición |
| ------------------------------------ | -------------- |
| Australia (ARIA)                     | 88             |
| Estados Unidos (Alternative Airplay) | 32             |